# Levél (botanika)

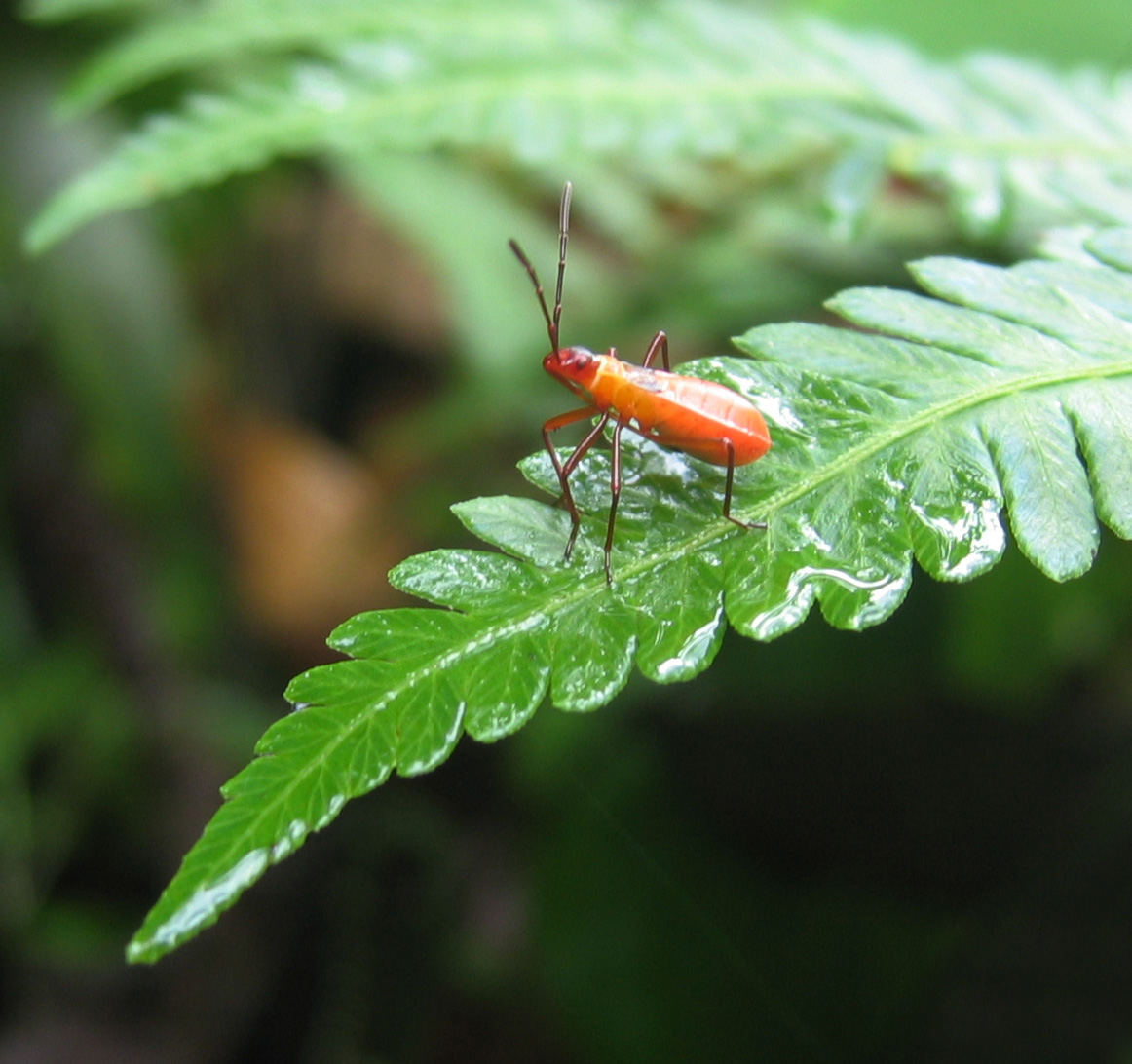
Páfránylevél

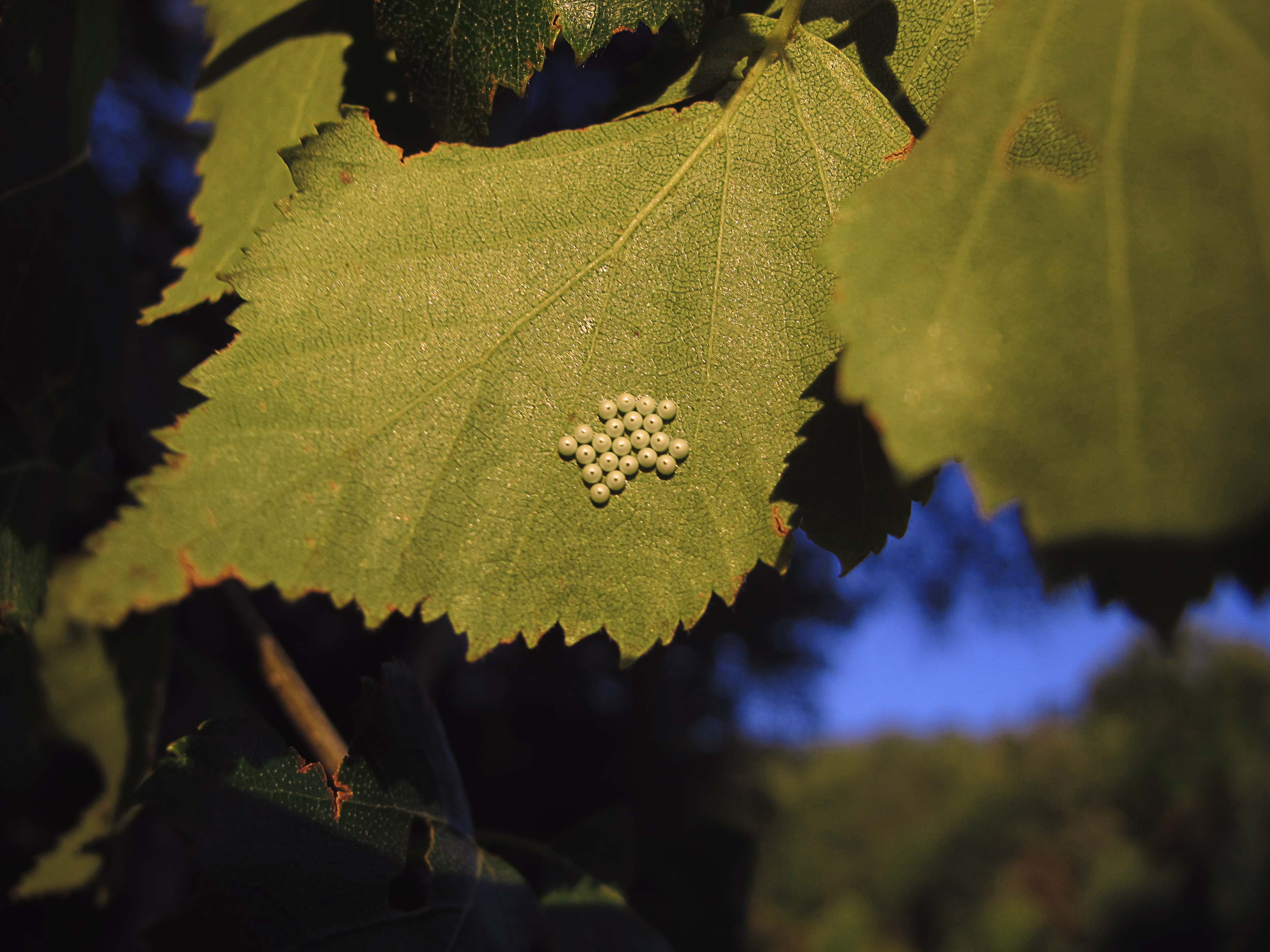
Lepke petéi egy levélen

A levél (folium) a növények hajtástengelyének korlátolt növekedésű, zöld színtestben – s így klorofillban – gazdag, fotoszintetizálást végző oldalszerve. Általában lapos, vékony és szélesen elterülő, mert így biztosítható a legszorosabb kapcsolat a levélben található, asszimilációt végző táplálószövet és a fény között. A megvastagodott, módosult levél folyadékot és tápanyagokat raktározó szerepet is ellát. A levelek fontos funkciója még a párologtatás és a gázcsere is, amiket a levélen található gázcserenyílások segítenek elő. Ezeken túl bizonyos módosult levéltípusok más funkciókat is elláthatnak. A legfeltűnőbb ilyen módosulat a virág, melynek majd minden alkotórésze levél eredetű.
A kutatók bebizonyították, hogy a levelek mérete, valamint széleik fogazottsága a növények földrajzi elhelyezkedésétől, valamint az éghajlati sajátosságoktól is nagyban függ. Melegebb vidékeken a növények kisebb leveleket hoznak, amelyek szélei kevésbé sűrűn fogazottak, mint hidegebb vidékeken élő társaiké.

## Levéltípusok

### Kifejlődésük sorrendje szerint
A sziklevél (cotiledon) feladata a táplálék biztosítása a növény számára addig, amíg az ki nem fejleszti a táplálék felvételéhez és az asszimilációhoz szükséges szerveket. Számuk az egyszikűek esetén egy, a kétszikűek esetén kettő, a nyitvatermők esetén kettőnél több is lehet.
Az elsődleges levél (primer levél) a közvetlenül a sziklevelek után elsőként kifejlődő levél, mely alakjában gyakran különbözik a fajra jellemző további levelektől.
A másodlagos levél (szekunder levél) az elsődleges levelek után kifejlődő, immár a fajra jellemző alakú és funkciójú levél.

### Osztottságuk szerint

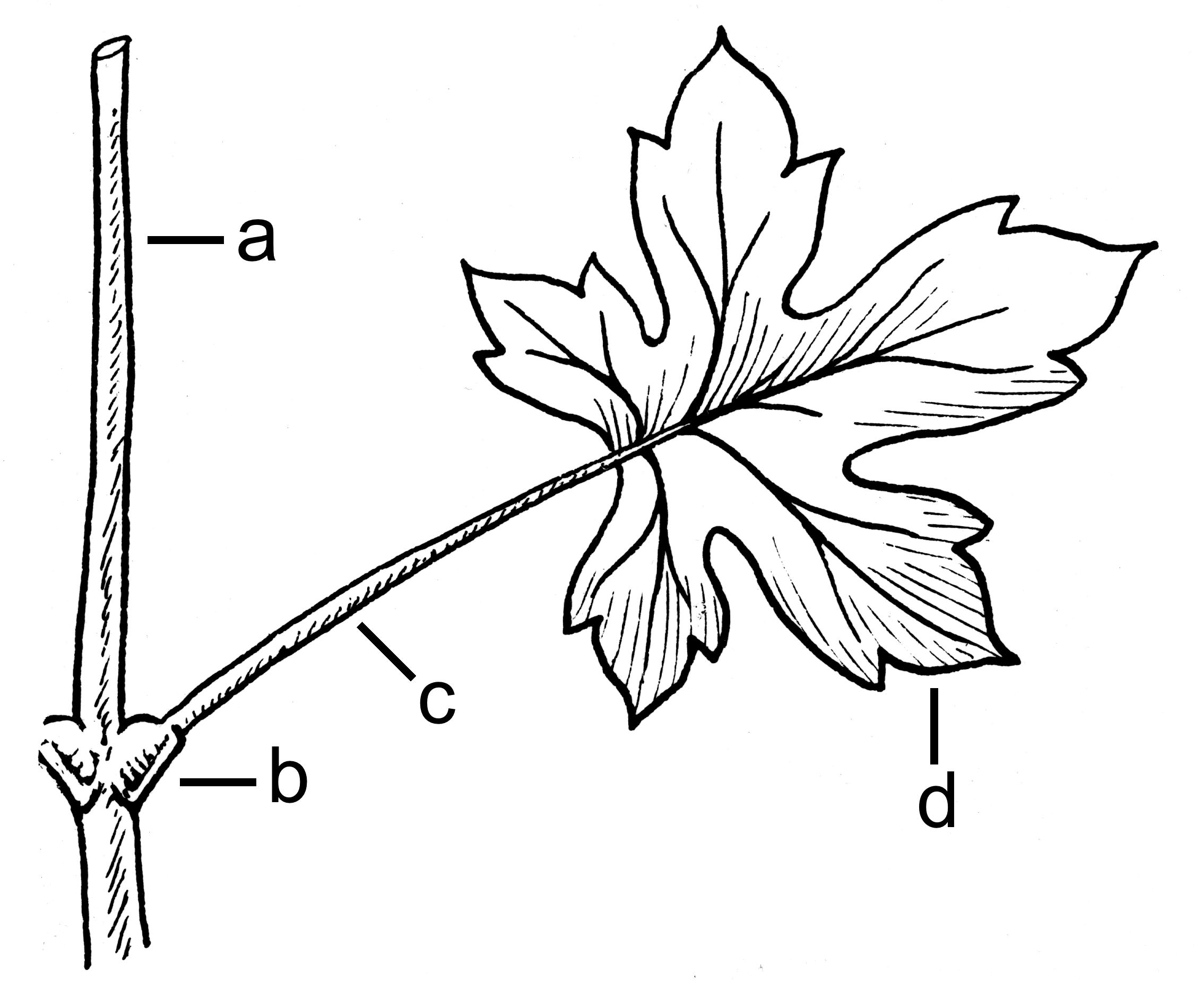
A tipikus egyszerű levél részei: a) szár; b) levélalap; c) levélnyél; d) levéllemez.

Az egyszerű levél levéllemeze lehet osztott, de az egyes részek nem különülnek el egymástól teljesen. Fő részei a levélalap, a levélnyél és a levéllemez, valamint a pálha, ami a levélalap gyakori függeléke. Ezek közül egy vagy több is hiányozhat. A perjefélék esetében például nem beszélhetünk elkülönülő levélalapról és levélnyélről, hanem az úgynevezett levélhüvelyről. A tűlevél, vagy a ciprusfélék pikkelylevelei is más felépítésűek.

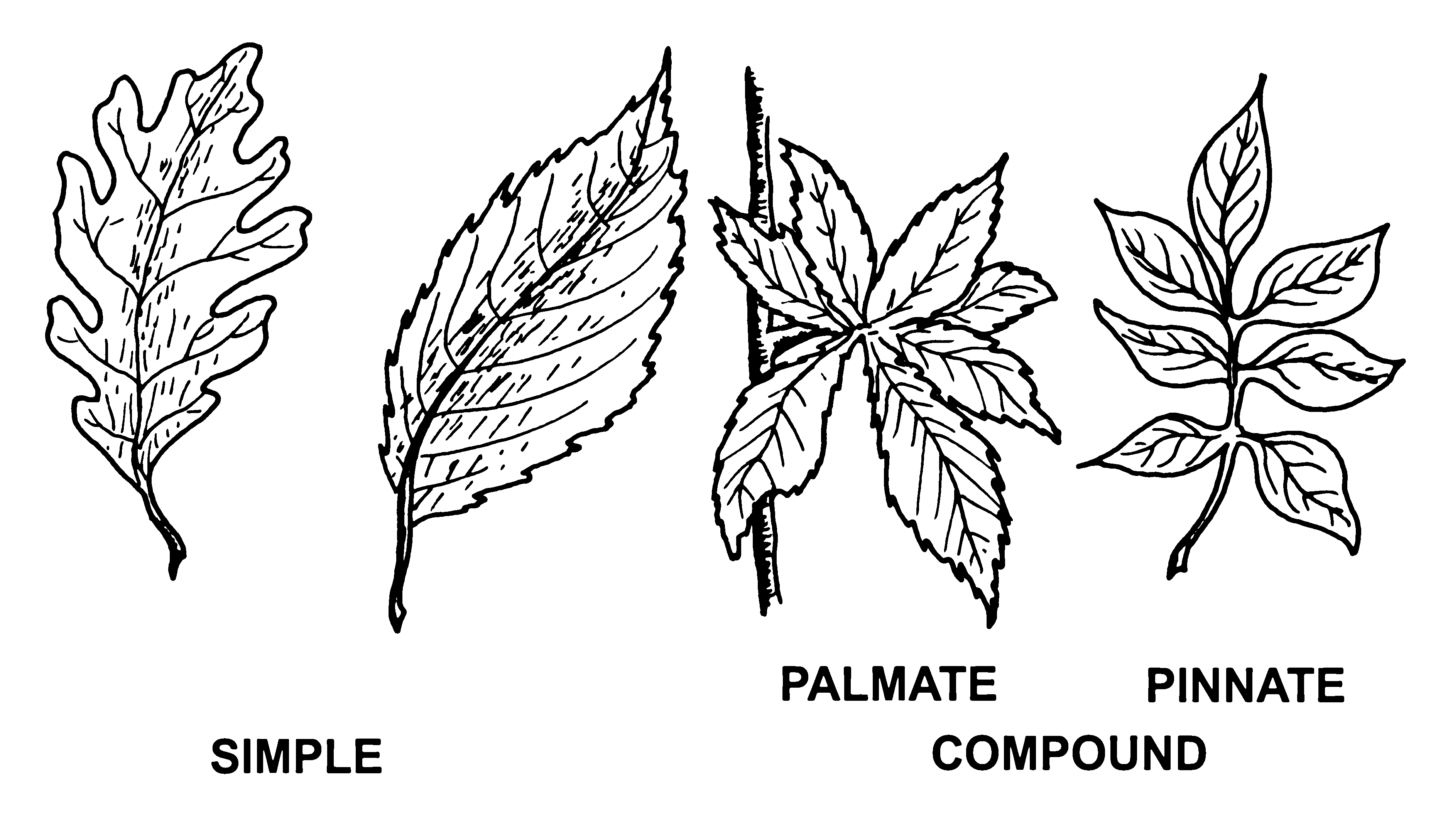
Balra egyszerű levelek. Jobbra: egy ujjasan és egy szárnyasan összetett levél.

Az összetett levél lemeze teljesen elkülönülő részekre, úgynevezett levélkékre tagolódik. Ez jellemző például a pillangósvirágúakra. A levélkék elrendeződése alapján tenyeresen vagy ujjasan (azaz a levélnyél egy pontjából kiindulóan elhelyezkedő), illetve szárnyasan (a nyélen különböző pontokból növően) összetett leveleket különböztetünk meg. Az előbbi esetben tovább rendszerezhetünk a levélkék száma alapján illetve hogy a levélkék nyelesek-e vagy nem. A szárnyasan összetett levél lehet félbe-, páratlanul és párosan szárnyalt, illetve a levélkék levélnyélen való elhelyezkedése alapján megkülönböztetünk átellenesen, váltakozóan, lantosan és csúcs felé kisebbedő levélkéjű leveleket.

### Elhelyezkedésük szerint
Az allevél a föld alatti, pikkelyszerű, barnás színű, vagy a szár föld feletti részén a rügyeket védő levél. Ilyenek a hagyma tönkjét burkoló húsos pikkelylevelek is.
A lomblevél elsősorban az asszimilációért felelős növényi rész. Az alacsony megvilágításhoz alkalmazkodott levelet árnyéklevélnek, a magas megvilágításhoz alkalmazkodottat fénylevélnek is nevezik.
A fellevél a lomblevelek szintje fölött, általában a virágzatokban helyezkedik el, nem elsősorban az asszimiláció a feladata. Típusai:
- Murvalevél – a lomblevelektől kissé eltérő alakú levél, melynek hónaljából virág ered.
- Gallérlevél (gallér és gallérka) – a gallér főleg az zellerfélék és a kutyatejfélék ernyős virágzatának tövében található fellevél, a gallérka az összetett ernyőt alkotó ernyőcskék fellevele.
- Pelyva és toklász – elsősorban a perjefélékre jellemző, a füzérkék tövén növő fellevél.
- Fészekpikkely – a fészekvirágzat kiszélesedett virágtengelyét kívülről borító fellevelek.
- Kupacs – némely fafajra jellemző, a makktermést beborító kupacsot alkotó fellevelek.
- Buroklevél – főleg a kontyvirágfélékre jellemző, a torzsavirágzatot burkoló fellevél, de ilyen a kukorica csövét burkoló levél is.

### Módosult levelek

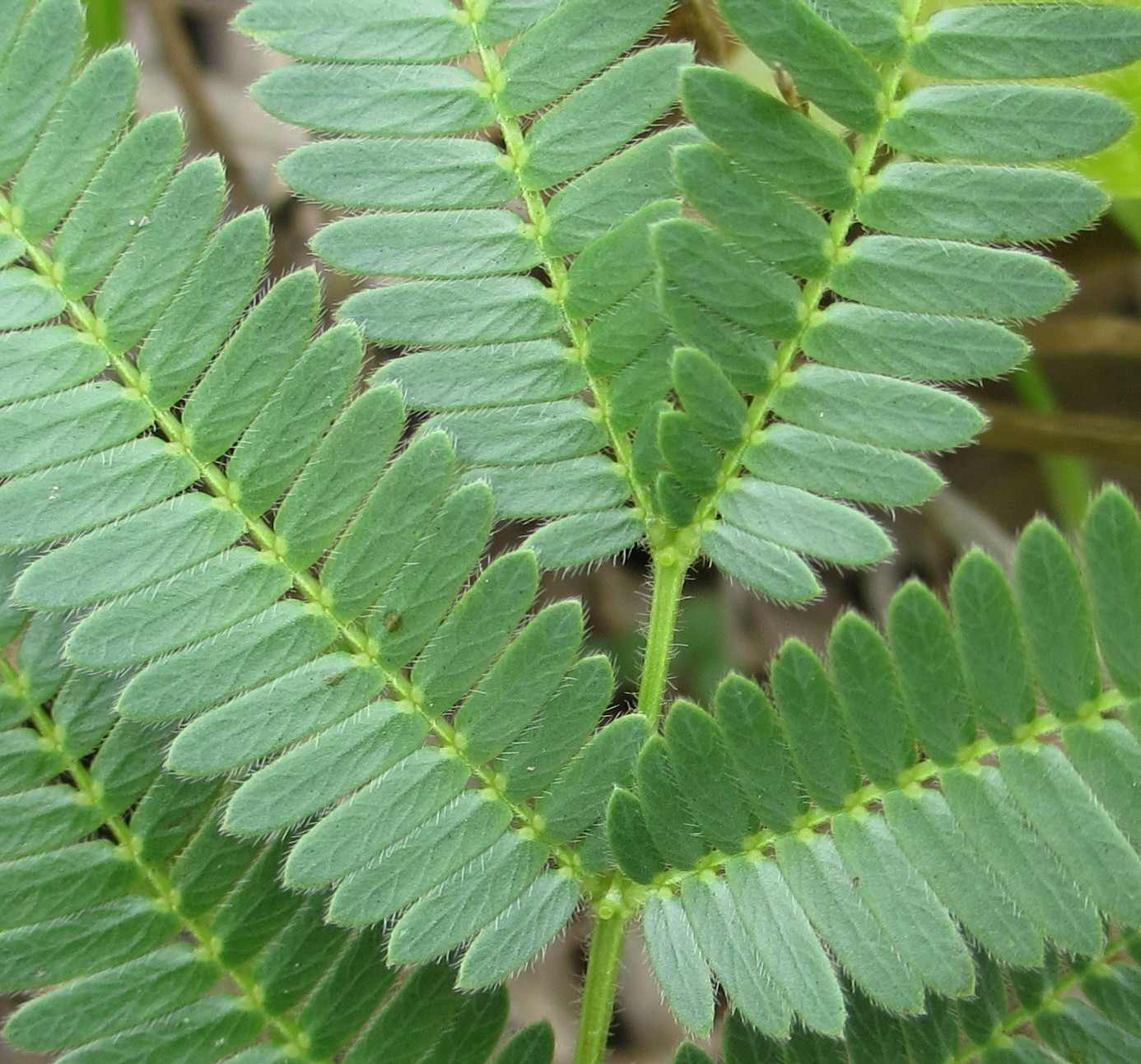
Az akácia levelei kétszer szárnyasan összetettek

- A tövis némi fizikai védelmet jelent a növényevő állatokkal szemben, bármely növényi szervből kifejlődhet (legritkábban a gyökérból). A levél eredetű tövisek létrejöhetnek a levél (például borbolya), vagy a pálha (fehér akác, szukkulens kutyatej) módosulásával.
- A kacs támasztó, kapaszkodó módosulat, szintén nem csak levél eredetű lehet. Levél eredetű a tökfélék támasztékra csavarodó, vagy a vadszőlő tapadókorongokkal kapaszkodó kacsa. A sarkantyúka (Tropaelum) levélnyél eredetű kapaszkodószervvel rendelkezik, a levéltelen lednek (Lathyrus aphaca) esetében az egész levél kapaszkodószervvé módosult.
- A rovarfogó levél a felvehető nitrogénben szegény élőhely által kikényszerített speciális életmód eredménye, a hiányzó nitrogént az ilyen életmódú növények az állati fehérjék lebontásával pótolják. Ragadós csapdája van a harmatfű (Drosera) fajoknak, összecsukódó a Vénusz légycsapójának (Dionaea). A rencén (Utricularia) szívó-, a kancsókán csúszócsapda teszi lehetővé a rovarok elfogását.
- A raktározó levél tápanyagok és víz tárolására szolgáló módosult levél, amely (ha nem föld alatti) felszínén fotoszintetizál is. A víz tárolását biztosító szövet sejtjei színtelenek, vékony falúak. A levelek megvastagodása a testtömeghez viszonyított felszín csökkenésével a párolgást is csökkenti. Ha nem a levél raktározza a vizet, akkor a levelek mérete csökken, akár hiányozhatnak is.
- A gyökérszerű levél főképp a vízi növények között (rucaöröm (Salvinia), víziboglárka (Batrachium)) fordul elő a vízből való közvetlen tápanyagfelvétel elősegítésére.
- A virág az egyik legspeciálisabb módon módosult levél (illetve más-más módon módosult levelek együttműködő összessége).

## A levél morfológiája

a) ár alakú b) tűlevél c) szálas d) e) lándzsás f) ovális g) hosszúkás h) visszás tojásdad i) nyélbe keskenyedő j) tojásdad k) pajzs alakú l) vese alakú m) visszás szív n) szíves o) rombos p) szárnyasan hasadt r) dárdás s) nyilas t) háromszög alakú

A) ép B) hasadt C) osztott D) szeldelt E) karéjos F) tenyeresen hasadt G-H) tenyeresen karéjos

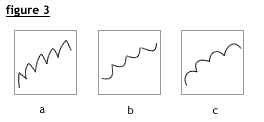
a) fűrészes b) fogas c) csipkés

A levéllemez alakja
a) Ár alakú – keskeny és aljától a csúcsáig egyenletesen kihegyesedik.
b) Tűlevél
c) Szálas – Sokszorosan hosszabb a szélességénél és majdnem egész hosszában egyforma széles.
d) Elliptikus – Nagyjából kétszer hosszabb a szélességénél, a közepén a legszélesebb és a csúcsa és válla ék alakú.
e) Lándzsás – 4-5-ször hosszabb a szélességénél és a közepe alatt a legszélesebb.
f) Ovális – Kétszer hosszabb a szélességénél és csúcsa és válla lekerekített.
g) Hosszúkás – Háromszor hosszabb a szélességénél és középen a legszélesebb.
h) Visszás tojásdad – Fordított tojásdad alakú.
i) Nyélbe keskenyedő – A lemez hosszan elkeskenyedve megy át a nyélbe. Ha a csúcsa felé a legszélesebb, akkor lapát alakú vagy lapockás.
j) Tojásdad – Közel kétszer hosszabb a szélességénél és alul a legszélesebb.
k) Pajzs alakú – A levélnyél a levéllemez közepe táján ered.
l) Vese alakú – Szélesebb a hosszánál, csúcsa lekerekített, a válla szíves.
m) Visszás szív – Fordított szív alakú.
n) Szíves vagy szív alakú – Kissé hosszabb a szélességénél és a válla domborúan íves.
o) Rombos vagy rombusz alakú – Például sulyom.
p) Szárnyasan hasadt – A levélnek egy főere van, a hasábok főerei lényegesen kisebbek.A lemez bemetszései a fél levéllemez közepéig érnek.
r) Dárdás – Két hegyes válla közel vízszintesen szétáll.
s) Nyilas – Két hegyes válla lefelé fordul.
t) Háromszög alakú
A levéllemez osztottsága
A) Ép
B) Hasadt – A bemetszések a fél lemez közepéig érnek.
C) Osztott – A bemetszések a fél lemez közepén túl érnek.
D) Szeldelt – A bemetszések a fél lemez közepéig (a főérig) érnek.
E) Karéjos – A bemetszések nem érik el a fél lemez közepét.
F) Tenyeresen hasadt – A levélnyél több közel egyenrangú főérre válik szét, a lemez hasábjai hasonlóan. A bemetszések a főerek mentén húzott sugár feléig érnek. A főerek számától függően lehet ötösen, vagy hármasan hasadt.
G-H) Tenyeresen karéjos – A levélnyél több közel egyenrangú főérre válik szét, a lemez karéjai hasonlóan. A bemetszések a főerek mentén húzott sugár feléig nem érnek el. A főerek számától függően lehet ötösen, vagy hármasan karéjos.
A levéllemez széle
a) Fűrészes – A bemetszések és a kimetszések is hegyesek. Kétszeresen fűrészes, ha az egyes fogak is fűrészesek.
b) Fogas – A kimetszések hegyesek, a bemetszések ívesek. Kétszeresen fogas, ha az egyes fogak is fogazottak.
c) Csipkés – A kimetszések ívesek, a bemetszések hegyesek.

## A levél keresztmetszete

1) kutikula 2) felső epidermisz 3) oszlopos parenchima 4) szivacsos parenchima 5) alsó epidermisz 6) gázcserenyílás 7) zárósejtek 8) farész 9) háncsrész 10) szállító edénnyaláb

Szövetrétegek:
1) A kutikula egy viaszszerű anyag (kutin) által alkotott vízzáró, fizikai és kémiai behatások ellen védő réteg.
2) A felső epidermisz védi a növényt. Az epidermisz elsődleges bőrszövet, mely a gyökerek kivételével az egész növényt beborítja.
A felső és alsó epidermisz között helyezkedik el az alapszövetet tartalmazó zóna, a mezofillum:
3) Oszlopos szerkezetű a táplálékkészítő (asszimiláló) alapszövet (oszlopos vagy paliszád parenchima). Ebben a szövetrétegben sok a zöld színtest, itt zajlik a fotoszintézis.
4) A szivacsos alapszövet (szivacsos parenchima) a levél fonákán, az asszimilátumokat gyűjti (esetleg vizet tárol), laza szerkezete a fotoszintézishez szükséges gázcserét biztosítja.
5) Az alsó epidermisz szintén véd, valamint a gázcserenyílásokon keresztül párologtat.
6) Gázcserenyílás
7) A zárósejtek szabályozzák a gázcserenyílások méretét.
8) Xylem (farész). A gyökerek felől szállítja a vizet a sejtekhez.
9) Floem (háncsrész). A levelek irányából szállítja el az asszimilációs termékeket a növény többi része felé.
10) Szállító edénynyaláb.